# Операција Источни фронт
Операција „Источни фронт” била је последњи борбени задатак немачког бојног брода Шарнхорст током Другог светско рата у Северном леденом океану. Операција је резултирала потапањем бојног брода Шарнхорст од стране британске Краљевске ратне морнарице.

## Ситуација пре операција
Убрзо након немачког напада на СССР, 22. јуна 1941. године, успостваљени су Арктички конвоји ка СССР-у којим су га Сједињене Америчке Државе и Уједињено Краљевство снабдевали битним сировинама, храном, опремом и наоружањем.
У мају 1941. године, након потапања бојног брода Бизмарк Адолф Хитлер је забранио било ком великом броду Кригсмарине да се упућује у отворено море. До децембра 1943. године ратна ситуација се потпуно преокренула против Трећег рајха. битка за Атлантик је била изгубљена, а сировине, храна, опрема и наоружање су пристизали у Уједињено Краљевство и СССР. У септембру 1943. године немачки бојни брод Тирпиц био је потпуно онеспособљен након експлозије четири мине које су поставиле три мини-подморнице које су се пробиле кроз заштитне мреже у Алта фјорду 22. септембра 1943. године током оперције Извор. Британци су основано претпостављали да „Тирпиц” услед оштећења и потребних поправки неће бити оперативно способан све до априла 1944. године. 23. септембра немачка тешка крстарица Лицов је испловила на ремонт у Балтик. У равнотежи сила на северу Норвешке је дошло до нагле промене јер су једини преостали оперативни тешки бродови Кригсмарине били бојни брод Шарнхорст и тешка крстарица Принц Еуген.

## Операција
Новембра 1943. године Арктички конвоји поново се упућују ка СССР-у. 19. децембра Велики адмирал Карл Дениц тада захтева од Адолфа Хитлера да дозволи да бојни брод Шарнхорст исплови и нападне први следећи конвој који буде пловио Баренцовим морем. 25. децембра, на Божић, Велики адмирал Дениц је наредио да операција Источни фронт отпочне. Како је касније тврдио, операција је била „виталан део немачке велике стратегије са циљем да смањи притисак на немачке трупе у СССР-у”.
Заповедник Краљевске ратне морнарице адмирал Брус Фрејзер, добио је преко норвешког Покрета отпора информације о могућности да бојни брод Шарнхорст исплови и пресретне конвој одлучио је да намами Немце у замку. 25. децембра бојни брод Шарнхорст је испловио да пресретне бритаснки конвој, JW 55B, верујући да је веома слабо заштићен. У бици код Севреног рта која је потом уследила бојни брод Шарнхорст је успешно био одвојен од разарача који су га пратили и потопљен.